# فرودگاه شهرستان استاتسبورو–بولچ
فرودگاه شهرستان استاتسبورو-بولچ (به انگلیسی: Statesboro-Bulloch County Airport) یک فرودگاه همگانی بهره‌برداری هوایی با کد یاتا TBR است که یک باند فرود آسفالت دارد و طول باند آن ۱۸۲۹ متر است. این فرودگاه در کشور ایالات متحده آمریکا قرار دارد و در ارتفاع ۵۷ متری از سطح دریا واقع شده است.